# Elysius pachycera
Elysius pachycera là một loài bướm đêm thuộc phân họ Arctiinae, họ Erebidae.